# Judy Zebra Knight
Judith Zebra Knight (nacida como Judith Darlene Hampton el 16 de marzo de 1946, en Roswell, Nuevo México) es una maestra espiritual mística, Directora ejecutiva de JZK, Inc., compañía pariente de la "Escuela de la Iluminación de Ramtha" (Ramtha's School of Enlightenment). Knight asevera que el 7 de febrero de 1977 un espíritu al que ella llama Ramtha, El Iluminado, se apareció ante ella y su esposo en la cocina de su casa móvil en Tacoma, Washington. Knight afirma que desde entonces, ha sido capaz de comunicarse con Ramtha yendo a través de un proceso de dejar su cuerpo, dejando a Ramtha enseñar a través de ella.

## Carrera
Knight apareció en The Merv Griffin Show en 1985, y después escribió la autobiografía A State of Mind en 1987. La Revista Time la llamó al mismo tiempo "probablemente la más celebrada de todos los canalizadores actuales" ("probably the most celebrated of all current channelers"). La Escuela de La Iluminación de Ramtha dice que desde 1988, a través de la Fundación de Humanidades de JZ Knight, Knight ha donado $ 1 181 068 (dólares) a 200 graduados de preparatoria "Para que persigan sus metas educacionales" (that they may pursue their educational goals). En 1996, un total de $ 280 000 fue donado a 39 universitarios graduados.[cita requerida]
Knight vive ahora en una mansión estilo-Francia-chateau a las orillas de Yelm, Washington, donde enseña cursos nacional e internacionalmente y lleva andando la Escuela de Iluminación de Ramtha, JZ rose, y JZK Publishing —entre otros propósitos—. No obstante, su ausencia de la vista pública por casi cinco años, ella ha regresado a hablar públicamente, en radio, en revistas y talleres.

### JZ Rose
JZ Knight tiene una tienda en línea (con una presencia física en la tienda Bellevue Square en Bellevue, Washington, y en su 1.er Ave en Yelm, WA) en el cual vende productos no conectados con las enseñanzas espirituales. La tienda vende utensilios de cocina, apariencia de mujeres, productos de belleza y suministros de mascotas, entre otros productos. La sección "Acerca de Nosotros" de la tienda en línea menciona que: "JZ Knight es la Presidenta y dueña de JZ ROSE, formalmente The Outback Boutique, un tesoro en el campo del Estado de Washington que ofrece el estilo de época y de colección de regalos, muebles para el hogar y antigüedades".